# Sellos del Campeonato Europeo de Fútbol de 2012
Los sellos del Campeonato Europeo de Fútbol de 2012 son los sellos postales emitidos por las administraciones postales de los países y territorios afiliados a la Unión Postal Universal que tienen como tema central de su diseño la Eurocopa 2012 celebrada conjuntamente por Polonia y Ucrania entre el 8 de junio y el 1 de julio de 2012. 

## Relación de sellos
| País     | Fecha de emisión | Descripción | Dimensiones (mm)                  | Valor facial (en moneda nacional) |
| -------- | ---------------- | --- | --------------------------------- | --------------------------------- |
| Europa   |                  | |                                   |                                   |
| Albania  | 28.09.2012       | Dos sellos que se complementan; cada sello muestra el logotipo de los Juegos y la mitad de un balón de fútbol: 1) La bandera de Polonia sobre diferentes banderas europeas                                                                | 40,0 x 40,0                       | 100,00 ALL                        |
| Albania  | 28.09.2012       | 2) La bandera de Ucrania sobre diferentes banderas europeas | 40,0 x 40,0                       | 200,00 ALL                        |
| Alemania | 12.04.2012       | 1) Vista aérea de un partido de fútbol | 55,0 x 32,8                       | 0,55+0,25 EUR                     |
| Bulgaria | 08.06.2012       | 1) Diseño alusivo que representa un balón. (HB) La hoja bloque muestra la bandera de los 16 países participantes | 54,0 x 29,0 (101 x 102)           | 1,00 BGN                          |
| Croacia  | 08.06.2012       | 1) Dibujo de tres futbolistas jugando a la pelota y con los colores de la bandera croata | 29,8 x 35,5                       | 4,60 HRK                          |
| España   | 06.11.2012       | 1) El Trofeo Henri Delaunay decorado con unas cintas del color de la bandera española (HB) En la hoja bloque se ve el logotipo de la competición y los jugadores de la Selección española de fútbol, tras la victoria en la Eurocopa 2012 | 32,0 x 32,0 –círculo– (150 x 105) | 1,00 EUR                          |
| Hungría  | 08.06.2012       | 1) Un balón con las banderas de Polonia y Ucrania, de fondo unos futbolistas jugando a la pelota sobre un mapa de Europa | 45,0 x 26,7                       | 270,00 HUF                        |
| Polonia  | 08.06.2012       | «Campeonato Europeo de Fútbol EURO 2012 - Estadios» (HB) 1) El Estadio Municipal de Poznań | 43,0 x 31,2                       | 1,55 PLN                          |
| Polonia  | 08.06.2012       | 2) El Estadio Nacional en Varsovia | 43,0 x 31,2                       | 1,95 PLN                          |
| Polonia  | 08.06.2012       | 3) El Arena Gdansk de la ciudad homónima | 43,0 x 31,2                       | 2,40 PLN                          |
| Polonia  | 08.06.2012       | 4) El Estadio Municipal de Breslavia | 43,0 x 31,2                       | 3,00 PLN                          |
| Polonia  | 15.06.2012       | «Campeonato Europeo de Fútbol EURO 2012» (HB) 1) Un balón de fútbol | 40,0 x 40,0 –círculo–             | 3,00 PLN                          |
| Portugal | 04.06.2012       | Los sellos muestran diseños alusivos al fútbol basados en las figuras de un futbolín: 1) Un jugador y un balón | 30,6 x 40,0                       | 0,68 EUR                          |
| Portugal | 04.06.2012       | 2) Vista parcial de un futbolín (HB) | 40,0 x 30,6 (125 x 95)            | 2,50 EUR                          |
| Portugal | 04.07.2012       | 1) Un balón de fútbol y la frase «Viva Portugal!» (HB) En la hoja bloque se ve la bandera de Portugal cuya mitad derecha ha sido sustituida por un campo de fútbol                                                                        | 30,6 x 40,0                       | 1,50 EUR                          |
| Ucrania  | 02.12.2007       | «Hacia la Eurocopa 2012» 1) Sobre el césped de un campo de fútbol, un balón de fútbol y las banderas de Ucrania y Polonia | 67,0 x 31,0 –triángulo–           | 3,33 UAH                          |
| Ucrania  | 11.05.2012       | «UEFA EURO 2012 - Ucrania-Polonia» (HB) 1) El trofeo del Campeonato Europeo de Fútbol | 50,5 x 50,5 (110 x 90)            | 62,55 UAH                         |
| Ucrania  | 28.05.2012       | «UEFA EURO 2012 – Ciudades sedes» Cada sello muestra el escudo de Ucrania, el logotipo del campeonato y un edificio simbólico de una de las cuatro sedes del evento: 1) La torre de la Catedral Latina en Lviv                            | 40,0 x 28,0                       | 4,80 UAH                          |
| Ucrania  | 28.05.2012       | 2) El monumento a Bogdan Jmelnytsky y el campanario de la Catedral de Santa Sofía en Kiev | 40,0 x 28,0                       | 4,80 UAH                          |
| Ucrania  | 28.05.2012       | 3) El edificio Derzhprom en la plaza de la Libertad de Járkov | 40,0 x 28,0                       | 4,80 UAH                          |
| Ucrania  | 28.05.2012       | 4) El Teatro de Ópera y Ballet de Donetsk | 40,0 x 28,0                       | 4,80 UAH                          |
| Ucrania  | 28.05.2012       | «UEFA EURO 2012 – Estadios» Cada sello muestra el escudo de Ucrania, el logotipo del campeonato y uno de los cuatro estadios del evento: 1) El Estadio Olímpico de Kiev                                                                   | 40,0 x 28,0                       | 4,80 UAH                          |
| Ucrania  | 28.05.2012       | 2) El Arena Lviv de la ciudad homónima | 40,0 x 28,0                       | 4,80 UAH                          |
| Ucrania  | 28.05.2012       | 3) El Estadio Metalist de Járkov | 40,0 x 28,0                       | 4,80 UAH                          |
| Ucrania  | 28.05.2012       | 4) El Donbass Arena de Donetsk | 40,0 x 28,0                       | 4,80 UAH                          |
| Ucrania  | 01.06.2012       | «UEFA EURO 2012 - Mascotas» 1) Slavko y Slavek, las mascotas del evento portando el trofeo | 40,0 x 28,0                       | 4,80 UAH                          |
| Ucrania  | 08.06.2012       | «UEFA EURO 2012 - Estadios» 1) Diseño alusivo que muestra la silueta de los ocho estadios como flores de un arbusto | 52,0 x 25,0                       | 12,00 UAH                         |
| Ucrania  | 08.06.2012       | «UEFA EURO 2012 - Logotipo» 1) El logotipo del campeonato | 40,0 x 28,0                       | 27,60 UAH                         |
| Ucrania  | 11.06.2012       | «UEFA EURO 2012 – Fase final» (HB) 1) El logotipo de los Juegos sobre un campo de fútbol | 38,2 x 45,2 (118 x 58)            | 27,60 UAH                         |
| Ucrania  | 11.06.2012       | 2) Dibujo de un balón sobrevolando unos hinchas en un estadio | 38,2 x 45,2 (118 x 58)            | 27,60 UAH                         |
| Ucrania  | 11.06.2012       | «UEFA EURO 2012 – Ucrania da la bienvenida a la Eurocopa» (HB) Dibujo alusivo enmarcado en la hoja bloque y repartido entre los tres sellos: 1) El Estadio Olímpico de Kiev                                                               | 31,3 x 57,4 (110 x 90)            | 13,80 UAH                         |
| Ucrania  | 11.06.2012       | 2) Una mujer con el traje nacional | 31,3 x 57,4 (110 x 90)            | 13,80 UAH                         |
| Ucrania  | 11.06.2012       | 3) Un ramo de flores con un pájaro | 31,3 x 57,4 (110 x 90)            | 13,80 UAH                         |